# Індійський хліб
Індійський хліб — це різноманітні коржі та млинці, які є невід'ємною частиною індійської кухні. Їх різноманітність відображає різноманіття індійської культури та харчових звичок.
Більшість плоских хлібців з північної Індії є бездріжджовими і виготовляються в основному з меленого борошна, зазвичай атта або маїда, і води. Деякі плоскі хлібці, особливо парата, можна фарширувати овочами та прошаровувати топленим або вершковим маслом.
У Махараштрі та Карнатаці хліб також виготовляють із таких зерен, як джовар (двоколірне сорго), рагі (Eleusine coracana) і баджра (перлове пшоно), і він називається «ротла» в Гуджараті та «бхакрі» в Махараштрі.
На півдні Індії та на Західному узбережжі більшість млинців готують із очищеної та подрібненої чорної сочевиці (урад дал) і рису. Популярні сорти включають дозу , аппам і уттапам . До популярних коржів належать рисові роті та рагі роті.
Більшість індійських видів хліба використовують дріжджові спори в атмосфері для бродіння.